# Clássicos Multishow
Clássicos Multishow é um programa do canal de televisão a cabo brasileiro Multishow, onde uma personalidade musical é escolhida a cada mês para mostrar videoclipes que marcaram a sua carreira. Além de mostrar os clipes, cada apresentador dá dicas e opina sobre cada clipe e música mostrada.